# Arkleton Burn
Der Arkleton Burn ist ein Wasserlauf in Dumfries and Galloway, Schottland. Er entsteht an der Südwestseite des Arkleton Hill aus dem Zusammenfluss von Under Nick Sike und Upper Nick Sike und fließt in westlicher Richtung bis zu seiner Mündung in den Meikledale Burn westlich des Weilers Arkleton.